# Catacercus
Catacercus là một chi nhện trong họ Linyphiidae.